# گربه‌ماهی ببری
گربه‌ماهی ببری با نام علمی (Pseudoplatystoma tigrinum)، که به نام سوربون ببری، تایگر سر بیلچه‌ای یا کاپاراری شناخته میشود، گونه‌ای از گربه‌ماهی‌ها ریش‌دراز است. این گونه بومی حوضه آمازون در آمریکای جنوبی است. 
طول کل بزرگترین ماهی ها این گونه بعضاً به ۱۳۰ سانتیمتر (۵۱ اینچ) می رسد.   اگرچه اکثر نمونه ها کوچکتر از این اندازه هستند.

## همچنین ببینید
- لیست گونه های ماهی آکواریومی آب شیرین

## مراجع
1. ↑  Cuvier, G. & A. Valenciennes (1840) Histoire Naturelle des Poissons. Tome Quinzième.  Suite du Livre Dix septième. Siluroïdes. Ch. Pitois, Paris, xxxi, p.p. 10-11, pls. 422.